# Maria Giovannini
Maria Giovannini (n. 10 iunie 1937, Roma, Regatul Italiei) este un fotomodel și o moderatoare de televiziune italiană.